# Livstræ-slægten
Livstræ-slægten (Platycladus) er en lille planteslægt med kun en art. Denne har tidligere været en del af slægten Thuja.
| Arter |

- Livstræ (Platycladus orientalis)

| Botanik | Spire Denne botanikartikel er en spire som bør udbygges. Du er velkommen til at hjælpe Wikipedia ved at udvide den. |